# Muzaffar Hussayn
Muzzafar Hussayn (o Mozeffer Hussain) (... – 1508 ca.) fu l'ultimo imperatore dei Timuridi, quando l'impero era in declino. Di lui non si hanno notizie, si sa che si rifugiò dopo l'invasione dei Safavidi alla corte Ottomana nel 1506. Figlio di Husayn Bayqara e fratello di Abu l-Ala Faridun ibn Hussayn Bayqara, governò dal 1506 al 1507.

## Biografia
Badi 'al Zaman, suo fratello maggiore, si era rivoltato almeno due volte contro il padre e si era proclamato suo successore alla sua morte; Muzaffar Husayn - forte del supporto di una parte dell'aristocrazia e degli emiri - si rifiutò di riconoscerlo come sovrano, proclamandosi sultano a sua volta. Davanti alla minaccia uzbeca, Badi si unì alla coalizione degli altri fratelli capeggiata da Muzaffar Hussayn, riconoscendolo quake nuovo sultano, al contrario del fratello Kupek che rimase nelle sue terre di Meshid. Arrivò anche Bābur di Kabul in rinforzo. L'esercito della coalizione timuride, diviso dalle lotte fra fratelli,  subì alcuni rovesci, tanto che Babur preferì ritirarsi dalla guerra, mentre i fratelli Muzzafar fuggirono davanti all'avanzata degli uzbechi di Muhàmmad Xaibani che entrarono in Herat. Muzzafar morì qualche anno dopo, verso il 1508.